# Amorphophallus napalensis
Amorphophallus napalensis là một loài thực vật có hoa trong họ Ráy (Araceae). Loài này được (Wall.) Bogner & Mayo mô tả khoa học đầu tiên năm 1985 publ. 1986.

## Hình ảnh

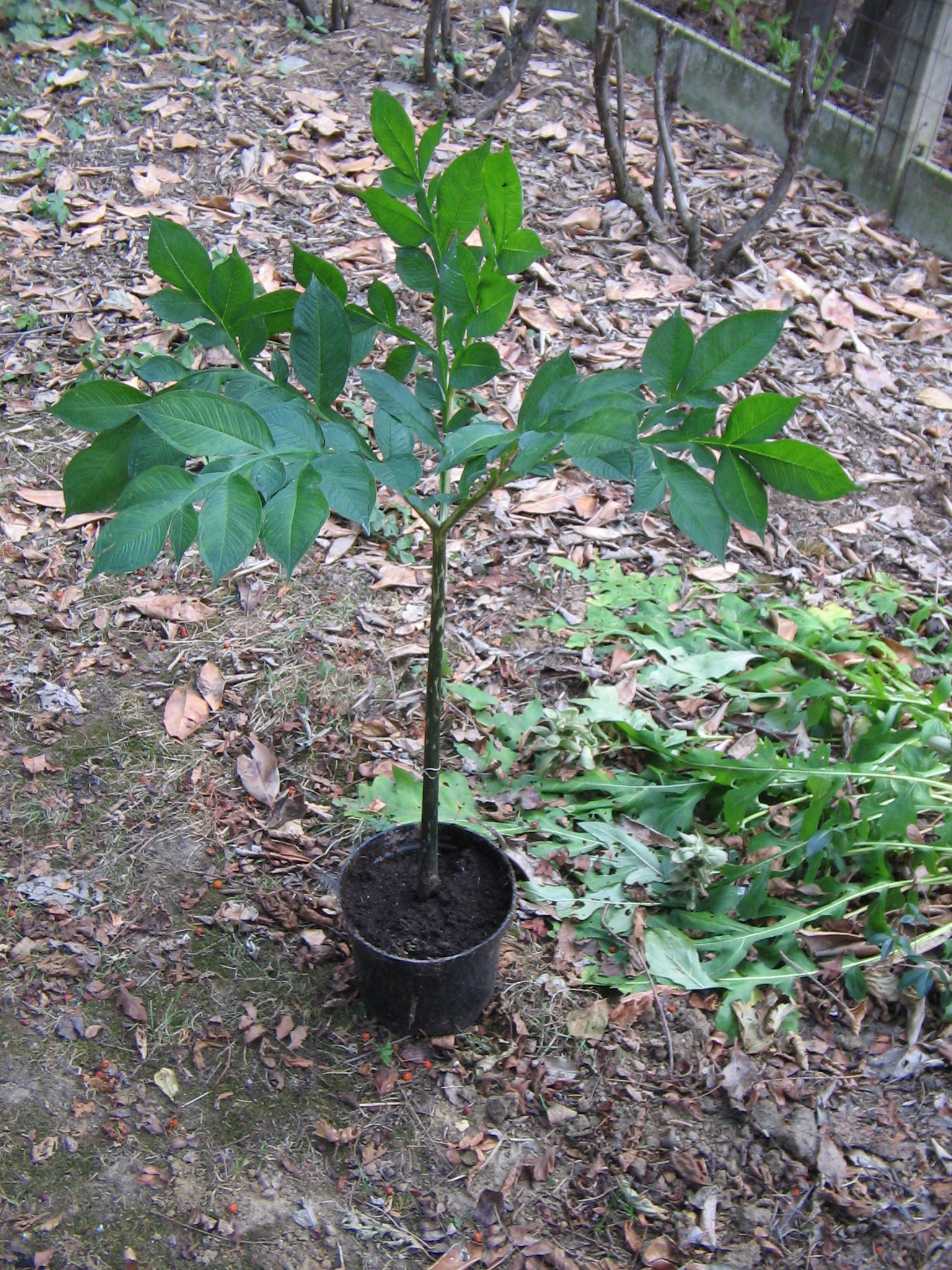